# Pfarrkirchen im Mühlkreis
Pfarrkirchen im Mühlkreis ist eine Gemeinde in Oberösterreich im Bezirk Rohrbach im oberen Mühlviertel mit 1395 Einwohnern (Stand 1. Jänner 2024). Die Gemeinde liegt im Gerichtsbezirk Rohrbach.

## Geographie
Pfarrkirchen im Mühlkreis liegt auf einer Höhe von 819 m ü. A. im südwestlichen Teil des Bezirks Rohrbach im oberen Mühlviertel. Bezogen auf die naturschutzfachliche Raumgliederung hat das Gemeindegebiet Anteil am Südlichen Böhmerwaldausläufer, am Zentralmühlviertler Hochland sowie im äußersten Süden an der Raumeinheit Donauschlucht und Nebentäler. Die Ausdehnung beträgt von Nord nach Süd 10,7 km, von West nach Ost 5,6 km, die Gesamtfläche umfasst 31,15 km². Pfarrkirchen ist damit die flächenmäßig fünftgrößte Gemeinde des Bezirks Rohrbach. Mit 48 Einwohnern pro km² lag die Gemeinde 2013 hingegen im unteren Drittel der Gemeinden des Bezirks. 2001 war das Gemeindegebiet zu 40,7 Prozent bewaldet, 53,5 Prozent der Fläche wurden landwirtschaftlich genutzt. Im Vergleich mit dem Bundesland Oberösterreich ist Pfarrkirchen damit etwas mehr als durchschnittlich bewaldet (Oberösterreich: 38,3 Prozent) bzw. besteht etwas mehr landwirtschaftliche Nutzfläche (Oberösterreich: 49,3 Prozent). Der Anteil sonstiger Nutzungen (Bauflächen, Gärten, Gewässer und anderes) liegt mit rund 5,8 Prozent deutlich hinter dem oberösterreichischen Durchschnitt von 13,8 Prozent. Nachbargemeinden von Pfarrkirchen sind Oberkappel im Norden, Atzesberg im Nordosten, Putzleinsdorf im Osten, Hofkirchen im Mühlkreis im Südosten sowie Neustift im Mühlkreis im Südwesten und Westen.

### Geologie und Böden
Die Landschaft des Gemeindegebietes ist ein Teil der Böhmischen Masse, die auf ein sehr altes Gebirge zurückgeht, das durch die Variszische Gebirgsbildung im
Paläozoikum (Karbon) entstand. Nach der starken Erodierung des ehemaligen Hochgebirges kam es während der Alpidischen Gebirgsbildung im Tertiär zur Anhebung des kristallinen Grundgebirges um mehrere 100 Meter, wodurch Brüchen und Störungen entstanden. In weiterer Folge kam es im Tertiär und Quartär zur Ablagerung von Sedimenten. Die Höhenlagen im Gemeindegebiet reichen von rund 300 bis rund 900 Meter, wobei sich der Großteil der Gemeinde zwischen 550 und 700 Meter bewegt. Das Gebiet fällt von Nordosten nach Südwesten hin langsam und ist durch zahlreiche Kuppen und Mulden strukturiert, wodurch sich auch die Hauptentwässerungsrichtung ergibt. Im Gemeindegebiet herrscht silikatische Braunerde, die sich auf Graniten und Gneisen bildet als Bodentyp vor. Die leichten bis sehr leichten Böden sind in ihrer Qualität generell nährstoffarm und in ihrer Nutzung von der Tiefgründigkeit und der Wasserversorgung abhängig. Zudem kommen im Bereich von Quellvernässungen, Feuchtwiesen, Gräben, Mulden und an Hangfüßen Gley-Böden vor, in den höchsten Lagen des Pfarrwaldes existiert auch Podsolauf.

### Landschaft und Vegetation
Das Gemeindegebiet gliedert sich in verschiedene Teillandschaften, wobei im Osten und Norden das Pfarrkirchner Hochland liegt, das im Osten einen hohen und im Norden einen geringen Waldanteil aufweist. Der Osten ist zu etwa 70 Prozent bewaldet und beherbergt auch den Hauptort Pfarrkirchen. Der Wald weist eine teilweise naturnahe Artenzusammensetzung und Strukturierung auf und beherbergt Fichten-Tannen-Buchenwald aber auch stark forstlich geprägte Fichtenreinbestände. Die Landwirtschaft in diesem Gebiet besitzt einen deutlichen Schwerpunkt in der Grünlandwirtschaft, wobei das Kulturland um die Ortschaft Pfarrkirchen als Golfplatz genutzt wird. Der Norden des Hochlandes ist nur zu 25 Prozent bewaldet, wobei forstlich stark geprägte Fichtenreinbestände vorherrschen und nur geringe laubholzreiche Teilflächen mit überwiegend Buchen bestehen. Das Teilgebiet ist locker besiedelt, die gemischte Acker- und Grünlandwirtschaft weist einen leichten Grünland-Schwerpunkt auf. Das Zentrum bzw. der Westen des Gemeindegebiets ist ein reliefiertes Kuppenland mit regelmäßiger Ausstattung von Landschaftselementen. Es handelt sich hier um ein landwirtschaftlich mehr oder weniger intensiv geprägtes Gebiet mit regelmäßig verteilten Waldflächen, wobei das Teilgebiet zu 20 Prozent bewaldet und locker besiedelt ist. Die Waldflächen sind größtenteils forstlich stark geprägte Fichtenreinbestände, die gemischte Acker- und Grünlandwirtschaft hat einen leichten Schwerpunkt in der Grünlandwirtschaft, wobei sich einige wenige extensive Mähwiesen, vor allem in Steillagen, erhalten haben. Im äußersten Westen und Südwesten liegt das bewaldete Schluchtgebiet der Ranna, das naturnahe, steile Schluchtwälder beherbergt, die im Süden als Natura-2000-Gebiet ausgewiesen sind. Im Süden des Gebietes besteht größtenteils eine naturnahe Artenzusammensetzung und Strukturierung aus Fichten-Tannen-Buchenwald, wobei im Schluchtwaldbereich zahlreiche Eschen, Bergahorn und Bergulmen sowie in den tieferen Lagen auch Eichen-Hainbuchengesellschaften vorkommen. Im Nordteil finden sich auch viele stark forstlich geprägte Fichtenreinbestände.

### Gemeindegliederung
Das Gemeindegebiet umfasst folgende Ortschaften (in Klammern Einwohnerzahl Stand 1. Jänner 2024):
- Albernberg (21)
- Altenhof (205)
- Amesedt (68)
- Atzgersdorf (21)
- Berg bei Hamet (5)
- Eilmannsberg (19)
- Erdmannsdorf (20)
- Falkenhof (22)
- Grettenbach (125)
- Hamet (58)
- Hinterleithen (7)
- Hochhaus (17)
- Irnezedt (6)
- Karlsbach (59)
- Konzing (22)
- Mühlholz (25)
- Niederranna (0)
- Pernerstorf (61)
- Pfarrkirchen im Mühlkreis (267)
- Pollmannsdorf (66)
- Ratzesberg (15)
- Scharten (9)
- Schlag (30)
- Unholnedt (15)
- Vatersreith (72)
- Waldhäusl (11)
- Weberschlag (26)
- Wehrbach (76)
- Wernersdorf (18)
- Wurzwoll (13)
- Zanklbach (7)
- Zinöck (9)

### Nachbargemeinden
|                       | Oberkappel                                  | Atzesberg     |
| Neustift im Mühlkreis | Kompassrose, die auf Nachbargemeinden zeigt | Putzleinsdorf |
|                       | Hofkirchen im Mühlkreis                     |               |

## Geschichte
Ursprünglich unter der Lehnshoheit der Passauer Bischöfe, kam das Gebiet oberhalb des heutigen Oberösterreichs im Laufe der Zeit immer mehr und mehr unter den Einfluss der Habsburger. Schlussendlich legten 1765 Fürstbischof Firmian von Passau und Maria Theresia die Grenze nördlich der Donau bis zum Böhmerwald auf den heutigen Verlauf fest.
Nach dem Anschluss Österreichs an das Deutsche Reich am 13. März 1938 gehörte der Ort zum Gau Oberdonau. Nach 1945 erfolgte die Wiederherstellung Oberösterreichs.
Bis Ende 2002 gehörte die Gemeinde zum Gerichtsbezirk Lembach, nach der Auflösung dieses Gerichtsbezirks wurde Pfarrkirchen per 1. Jänner 2003 dem Gerichtsbezirk Rohrbach zugewiesen.

## Bevölkerung

### Bevölkerungsstruktur
2013 lebten in der Gemeinde Pfarrkirchen 1.482 Menschen, womit Pfarrkirchen im Mittelfeld der 42 Gemeinden des Bezirks lag. Bezogen auf die Bevölkerungsdichte liegt Pfarrkirchen hingegen im unteren Dritte der Gemeinden des Bezirks. Ende 2001 waren 96,2 Prozent der Bevölkerung österreichische Staatsbürger (Oberösterreich 92,8 Prozent, Bezirk Rohrbach 96,9 Prozent), bis zum Jahresbeginn 2013 veränderte sich der Wert mit 95,1 Prozent (Oberösterreich 91,1 Prozent, Bezirk Rohrbach 96,9 Prozent) kaum. Insgesamt wurden 2013 in der Gemeinde 72 Ausländer gezählt, die zu 79 Prozent aus Europa und zu 17 Prozent aus Asien stammten. Insgesamt hatte 2013 192 der Einwohner ein anderes Geburtsland als Österreich. Zur römisch-katholischen Kirche bekannten sich 2001 95,0 Prozent der Einwohner (Oberösterreich: 79,4 Prozent), 2,3 Prozent waren ohne Bekenntnis, 1,1 Prozent islamischen Glaubens und 0,3 Prozent evangelisch.
Der Altersdurchschnitt der Gemeindebevölkerung lag 2001 etwas unter dem Landesdurchschnitt. 23,0 Prozent der Einwohner von Kleinzell waren jünger als 15 Jahre (Oberösterreich: 18,8 Prozent), 58,5 Prozent zwischen 15 und 59 Jahre alt (Oberösterreich: 61,6 Prozent). Der Anteil der Einwohner über 59 Jahre lag mit 18,4 Prozent unter dem Landesdurchschnitt von 20,2 Prozent. Der Altersdurchschnitt der Bevölkerung von Pfarrkirchen veränderte sich in der Folge in allen Segment. Der Anteil der unter 15-Jährigen sank per 1. Jänner 2013 auf 17,9 Prozent, während sich der Anteil der Menschen zwischen 15 und 59 Jahren auf 65,7 Prozent deutlich erhöhte. Der Anteil der über 59-Jährigen sank hingegen auf 16,4 Prozent. Nach dem Familienstand waren 2001 49,1 Prozent der Einwohner von Pfarrkirchen ledig, 44,0 Prozent verheiratet, 5,2 Prozent verwitwet und 1,7 Prozent geschieden.

### Bevölkerungsentwicklung
Die Gemeinde hat in den letzten Jahrzehnten eine negative Wanderungsbilanz, die im langjährigen Schnitt von der positiven Geburtenbilanz ausgeglichen werden konnte.

## Kultur und Sehenswürdigkeiten
- Schloss Altenhof

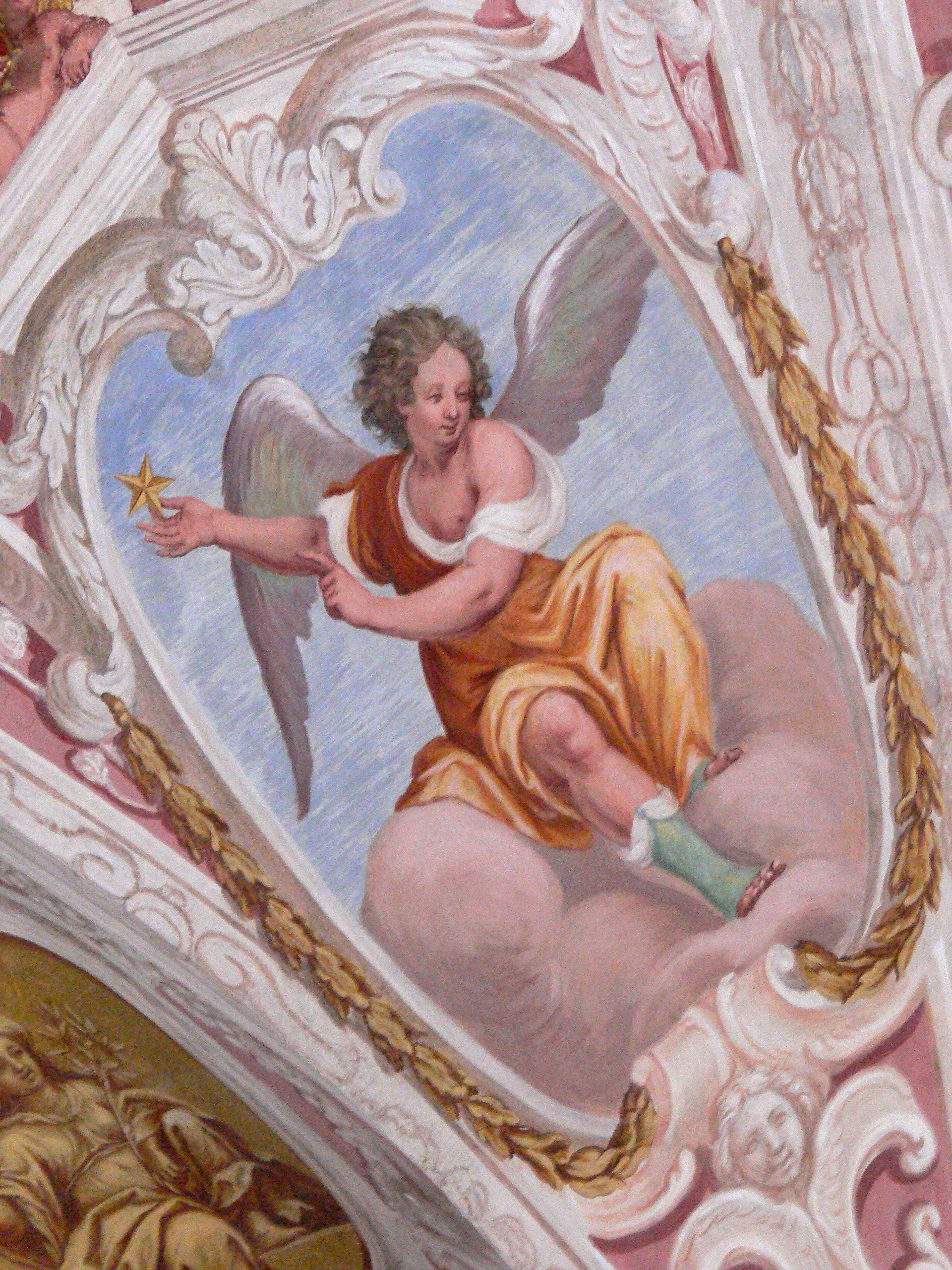
Fresko von Giovanni Carlone

- Katholische Pfarrkirche Pfarrkirchen im Mühlkreis Mariä Himmelfahrt: Die Pfarrkirche Mariä Himmelfahrt ist eine ursprünglich romanisch/gotische Kirche, die Ende des 17. Jahrhunderts umfassend barockisiert wurde. Die Kirche wurde im 13. Jahrhundert noch im romanischen Stil erbaut. Aus dieser Zeit sind einige Reste von Fresken im Langhaus erhalten. Die Kirche ist von einem Kirchhof und einer diesen umschließenden Ringmauer umgeben. Der Kirchenraum wird geprägt durch üppige Wandgestaltung durch Fresken und Stuckmalerei von Giovanni Carlone und seinen Mitarbeitern. Eine Besonderheit ist, dass auch der Stuck der Kirche gemalt ist (stucco finto). Diese Art der Malerei hatte es bis zu dieser Zeit im österreichischen Raum nicht gegeben und war damals eine neue Form der Ausstattung.  Nach großen Schäden durch Ortsbrände 1678 und 1682 wurde die Kirche durch den Passauer Domarchitekten Carlo Antonio Carlone im spätbarocken Stil umgestaltet. Bis 1697 vollendete Giovanni Carlone die Deckenfresken der Kirche, die im 19. Jahrhundert übermalt wurden und erst bei der Restaurierung der Kirche 1988 bis 1995 wieder zu Tage kamen und restauriert wurden.
- Lorettokapelle: Ursprünglich als Grabkapelle genutzt, wurde die Kapelle 1670 bis 1673 barockisiert und von 1693 bis 1694 zur Lorettokapelle umgebaut.

## Politik

### Gemeinderat
Der Gemeinderat als oberstes Gremium der Gemeinde umfasst 19 Sitze und wird alle sechs Jahre im Zuge oberösterreichweiter Gemeinderatswahlen gewählt. Stärkste Fraktion im Gemeinderat von Pfarrkirchen ist seit jeher die ÖVP, die in der Zeit seit 1945 immer die absolute Stimmen- und Mandatsmehrheit erzielte und bei jeder Wahl sogar eine Zweidrittelmehrheit erreichte. 1949 kam die ÖVP mit 100 Prozent auf ihr bisher bestes Ergebnis, wobei keine andere Partei kandidierte. Die Freiheitliche Partei Österreichs (FPÖ) trat 1991 zum ersten Mal in der Gemeinde an und kam auf 11,9 Prozent.
- Mit den Gemeinderats- und Bürgermeisterwahlen in Oberösterreich 1997 hatte der Gemeinderat folgende Verteilung: 14 ÖVP, 3 SPÖ und 2 FPÖ.[9]
- Mit den Gemeinderats- und Bürgermeisterwahlen in Oberösterreich 2003 hatte der Gemeinderat folgende Verteilung: 14 ÖVP und 5 SPÖ.[10]
- Mit den Gemeinderats- und Bürgermeisterwahlen in Oberösterreich 2009 hatte der Gemeinderat folgende Verteilung: 14 ÖVP und 5 SPÖ.[11]
- Mit den Gemeinderats- und Bürgermeisterwahlen in Oberösterreich 2015 hatte der Gemeinderat folgende Verteilung: 16 ÖVP und 3 SPÖ.[12]
- Mit den Gemeinderats- und Bürgermeisterwahlen in Oberösterreich 2021 hat der Gemeinderat folgende Verteilung: 16 ÖVP und 3 SPÖ.[13]

### Bürgermeister
Der Bürgermeister wird seit 1997 in einer Direktwahl bestimmt, wobei es bei keiner absoluten Mehrheit für einen Kandidaten zu einer Stichwahl kommt. Die erste Direktwahl konnte der seit 1991 amtierende Bürgermeister Johann Moser (ÖVP) mit 76,6 Prozent gegen den Kandidaten der SPÖ im ersten Wahlgang entscheiden. Auch 2003 wurde Moser mit 75,0 Prozent im ersten Wahlgang, jedoch ohne Gegenkandidaten, im Amt bestätigt. 2009 gewann sein Nachfolger Gierlinger mit 86,3 Prozent ohne Gegenkandidat die Wahl.
Bürgermeister seit 1850:
| Amtszeit  | Name              | Amtszeit  | Name               |
| --------- | ----------------- | --------- | ------------------ |
| 1850      | Lorenz Öttl       | 1938–1939 | Georg Past         |
| 1850–1860 | Anton Wallner     | 1939–1945 | Johann Leitenbauer |
| 1860–1864 | Josef Kiesl       | 1945–1961 | Franz Fuchs        |
| 1864–1868 | Mathias Mairhofer | 1961–1967 | Franz Raab         |
| 1968–1876 | Josef Stallinger  | 1967–1973 | Josef Andorfer     |
| 1876–1885 | Josef Kehrer      | 1973–1991 | Ewald Eckerstorfer |
| 1885      | Ignaz Ortner      | 1991–2009 | Johann Moser       |
| 1885–1894 | Josef Kehrer      | seit 2009 | Hermann Gierlinger |
| 1894–1914 | Josef Mairhofer   |           |                    |
| 1914–1938 | Anton Stallinger  |           |                    |

### Wappen
Die Gemeinde Pfarrkirchen im Mühlkreis bestimmte mit Beschluss des Gemeinderats am 24. August 1979 die Gestaltung des Gemeindewappens sowie die Gemeindefarben (Rot-Weiß-Grün). Durch Beschluss der oberösterreichischen Landesregierung vom 10. Dezember 1979 wurde in Folge das Wappen verliehen bzw. die Gemeindefarben genehmigt. Die Blasonierung des Wappens lautet: „In Rot auf grünem, von einer goldenen Leiste gesäumtem Hügel, darin drei, zwei zu eins gestellte, goldene Lilien, ein goldenes, lateinisches Kreuz mit Kleeblattenden.“ Dabei nimmt das Wappen Bezug auf die Geschichte, die Religion und die Lage der Gemeinde. Das im Wappen dominierende goldene Kreuz steht für den Ortsnamen und die Pfarre der Gemeinde, die die Mutterpfarre des bis ins 12. Jahrhundert noch wenig besiedelten Raumes darstellte. Das Kreuz thront auf einem stilisierten Hügel, der die Lage am sanften Höhenzug des Passauer Waldes symbolisiert und für die Lage als höchster Pfarrort des Bezirkes Rohrbach steht. Die drei Lilien im Schildfuß stehen für die Marienpatrozinien verschiedener Kirchen in der Gemeinde und das Stammwappen der Salburger, die Grundbesitzer in Pfarrkirchen waren.

## Persönlichkeiten

### Söhne und Töchter der Gemeinde
- Josef Amerstorfer, Landwirt; Er klagte 1986 mit Hilfe des Komitees "Österreicher gegen Wackersdorf" und seinem Anwalt Heinrich Wille gegen die atomare Wiederaufarbeitungsanlage Wackersdorf (WAA) in Bayern. Er klagte auf Baustopp wegen Grundbesitzstörung gegen die DWK, weil er mit seinen Feldern nur 150 Kilometer entfernt von Wackersdorf durch die geplante WAA bedroht war. Amerstorfer begründete seine Klage damit, dass sein Hof in der Hauptwindrichtung von Wackersdorf liege und von dort über den 200 Meter hohen Schornstein sowie die in die Donau geleiteten Abwässer der WAA Strontium, Cäsium und Plutonium nach Österreich exportiert würden.[17][18][19][20][21]

- Christina Scherrer (* 1987), Schauspielerin und Sängerin

### Mit der Gemeinde verbundene Persönlichkeiten
- Josef Kiesl (1887–1936), Landwirt und Politiker (CSP)